# Nguyễn Phúc Miên Mật
Nguyễn Phúc Miên Mật (chữ Hán: 阮福綿宓, 17 tháng 8 năm 1825 – 23 tháng 5 năm 1847), hiệu là Vân Đình (芸亭), tước phong Quảng Ninh Quận vương (廣寧郡王), là một hoàng tử con vua Minh Mạng nhà Nguyễn trong lịch sử Việt Nam.

## Tiểu sử
Hoàng tử Miên Mật sinh ngày 4 tháng 7 (âm lịch) năm Ất Dậu (1825), là con trai thứ 30 của vua Minh Mạng, mẹ là Tứ giai Huệ tần Trần Thị Huân. Ông là người con thứ ba của bà Huệ tần. Lúc trẻ hoàng tử thông minh đĩnh ngộ, vốn thích học viết khi mới trưởng thành, ra học thầy dạy bên ngoài, không sách gì là không đọc, vua rất yêu quý.
Năm Minh Mạng thứ 20 (1839), vua cho triệu 7 hoàng tử tuổi còn nhỏ chưa được phong tước vào chầu, trong đó có Miên Mật, sai làm thơ ngay trước mặt để vua xem học lực. Miên Mật và các hoàng tử Miên Tể, Miên Vũ, Miên Thủ lời thơ thông ý đều được gia thưởng; Miên Tích làm thơ chưa hợp cách, cũng châm chước cho qua; riêng Miên Thần và Miên Trữ đều bỏ giấy trắng, bị phạt 3 tháng lương.
Năm Minh Mạng thứ 21 (1840), ông được phong làm Ninh Quốc công (寧國公). Cùng năm đó, vua cho đúc các con thú bằng vàng để ban thưởng cho các hoàng thân anh em, các hoàng tử công và hoàng tử chưa được phong tước. Quốc công Miên Mật được ban cho một con hổ bằng vàng nặng 4 lạng 6 đồng cân. Vua còn ban thuyền cho các hoàng tử đã được phong tước là quốc công Miên Mật, Tùng Quốc công Miên Thẩm, Hoà Quốc công Miên Quân, Hàm Thuận công Miên Thủ và Lạc Hoá Quận công Miên Vũ để theo hầu.
Năm Thiệu Trị thứ 3 (1843), thấy hoàng đệ Miên Mật học hành tấn tới, tính tình ôn hòa, cung kính nên ông được tấn phong làm Quảng Ninh công (廣寧公), cùng với hoàng đệ Miên Bảo được gia phong làm Tương An công.
Năm Thiệu Trị thứ 7 (1847), ngày 10 tháng 4 (âm lịch) năm Đinh Mùi, thân công Miên Mật qua đời, hưởng dương 23 tuổi. Nghe tin ông mất, vua thương tiếc, nghỉ chầu 3 ngày, cho 3000 quan tiền lo việc tang, sai quan đến tế, ban thụy là Đôn Hòa (敦和).
Năm 1878, nhân tiết Ngũ tuần đại khánh (lễ mừng thọ 50 tuổi của vua) của Tự Đức, vua cho là ông và Tương An công Miên Bảo đều có học hạnh, đều là người em yêu quý của tiên triều (tức vua Thiệu Trị), chẳng may mất sớm, chưa kịp ban cho ơn huệ, xuống dụ truy phong cả hai tước Quận vương.
Quận vương Miên Mật cung cẩn hiền hậu. Lúc sinh thời, ông có dựng thư viện Tự Hương để làm nơi đọc sách trong khi nhàn rỗi, họp các văn nhân hay thơ cùng đến để vịnh. Trước tác của ông để lại có tập Hân Nhiên thi tập. Lúc vua Tự Đức còn ở tiềm để, cùng học với ông, mỗi khi vào trực trong cung cấm là cùng nhau xướng họa. Khi Tự Đức lên ngôi (1848), thấy bản thảo văn thơ của ông để lại ở các, đọc thấy cảm động, liền đề vào tập thơ ấy rằng:
Cách biệt nghìn thu oán hận sâu
Di thư thấy lại biết bao sầu
Cấm thành trống điểm cùng ai họa
Đình viện hoa rơi tụ hương thơm đâu
Đạm bạc lòng như Đào Tĩnh Tiết
Thanh cao nối chí Mạnh Tương Dương
Đêm nay lúc tĩnh ngồi đọc lại
Gió thổi đèn khuya, trăng rọi nhà.
Về sau em cùng mẹ với ông là An Quốc công Miên Ngung tìm được bản thảo của ông để lại đem ra khắc sơn nhưng chưa xong thì đã qua đời, nói với người anh thứ mười là Tùng Thiện vương Miên Thẩm thay mình tiếp tục làm. Miên Thẩm liền dâng lên vua nói rằng:
Em đã chết của thần là Quảng Ninh công Miên Mật, đạo đức rõ rệt trong thân thích, danh vọng quí trọng trong buổi thịnh triều, lúc trẻ có tuấn tú. Khi trưởng thành có đức hạnh khiêm cung. Tuổi quá 20, có chí chăm chỉ học. Văn chương tao nhã, phên dậu của nước từng nổi tiếng tăm. Thi lễ ung dung, tước trật ba phong rõ ràng sủng mệnh. Đường đời rong ruổi, sao đã vội trôi đi, không những ở bọn chúng tôi đều tiếc thương trong tình nghĩa anh em mà kính thấy các liệt triều cũng tưởng nhớ đến người trong thân thích. Năm ngoái em cùng mẹ với vương là Miên Ngung cảm nghĩ anh nuôi thầy dạy; cố tìm hết một câu nói, một câu văn của vương để lại, tự mình sao chép ra, muốn truyền lại không cùng, thường cùng nói với thần rằng em ở Đông Các, trộm thấy có thơ ngự chế đề vào tập thơ Hân Nhiên, tình văn đầy đủ yêu quí rất hậu, thực là làm vẻ vang cho anh thần ở dưới suối vàng, mà làm cho tập ấy được thêm thanh giá. Trộm muốn nhờ ơn Hoàng thượng đề cho bài tựa, biên lên trên đầu tập ấy nên chưa dám khắc in riêng, hoặc hãy làm phàm lệ trước. Nào ngờ: chẳng kịp ăn cơm gạo mới vụt chắc chết đi, mà lúc sắp chết còn dặn lại nơi làm việc ấy. Thần rất đau đớn về người mất của còn để lại, sau tình anh em, tự thẹn không được như Vân Câu tính trời đôn hậu. Nhưng được biết như Nguyên Bá biểu người bạn chí thiết Nghĩa chẳng sai lời, may mà xong việc. Nhớ lại những câu nói bàn của vương lúc sinh thời dám mong được văn chương của hoàng thượng nêu khen lên cho. Cúi xin: sau khi muôn việc đã rỗi, ban cho ngòi son, một chữ vẻ vang, thấm tươi lá ngọc. Để cho trong tập Tô Học sĩ, truyền mãi thiên Kiền Đạo. Đừng để sau khi Lư Doãn Ngôn chết rồi, riêng được thời Thái Hòa yêu quí vậy.
Năm 1855, Tự Đức có dụ rằng:"Cố Quảng Ninh Công Miên Mật, giữ tính kính hòa chín chắn, vui điều thiện thích văn chương. Khi trẫm còn ở tiềm để, thường cùng nhau ngồi họa một chiếu. Cũng có ích về giúp việc nhân. Tuổi thọ trời cho có ít không được trông thấy ngày nay, lòng trẫm vẫn thường nhớ đến. Bèn thân chế bài thơ, sai quan đến từ đường làm lễ tế và đem lời dụ, bài thơ tuyên đọc để tỏ ra ý nêu khen người hiếm giỏi".
Thơ rằng:
Tính di vật hoán di kinh thu
Cuộc trạch cao lai mãn mục sầu,
Thi thảo hữu huynh đào tý trí,
Thư hương vô tứ thiệu cơ cừu,
Đông Bình lạc thiện ngôn nhu tại,
Chương Đế đôn thân lễ ả do.
Cận nhật Tùng, Tuy giai bị trạch,
Thùy vong Nguyên Dụ tiến hiền mưu.
Dịch nghĩa:"Sao dời vật đổi đã bao năm, nhà cũ cỏ mọc rậm rạp trông mà buồn, bản thảo tập tơ đã có anh sửa chữa hộ, tiếng thơm về văn chương không có con để nối nghiệp, Đông Bình Vương vui làm điều thiện, câu nói ấy còn đó, Hán Chương Đế tôn quý người thân, lễ ý ấy nên bắt chước, mới đây Tùng Thiện, Tuy Lý đều được thấm nhuần ơn trạch cả, ai nên quên mưu kế của Nguyên Dụ tiến người hiền".
Quận vương Miên Mật có ba con trai và hai con gái nhưng đều chết sớm cả. Ông được ban cho bộ Sước (辵) để đặt tên cho các con cháu trong phòng. Mộ của ông được táng tại Dương Xuân (hiện nay tọa lạc trên đường Vũ Ngọc Phan, phường Thủy Xuân, Huế). Năm 1885, ông được hợp thờ ở đền Thân Huân.
Phủ thiếp Nguyên cơ (chánh thất) của ông là bà Trương Thị Bàn, con gái của đại thần Trương Đăng Quế, sau tái giá với Thượng thư bộ Hộ là Hoàng Văn Tuyển.